# Carol Turney
Carol Turney, coniugata Loos (Cornwall, 26 giugno 1955), è un'ex cestista canadese.

## Carriera
Con il Canada ha disputato i Giochi olimpici di Montréal 1976 e due edizioni dei Campionati mondiali (1975, 1983).